# Extreme Ultraviolet Explorer

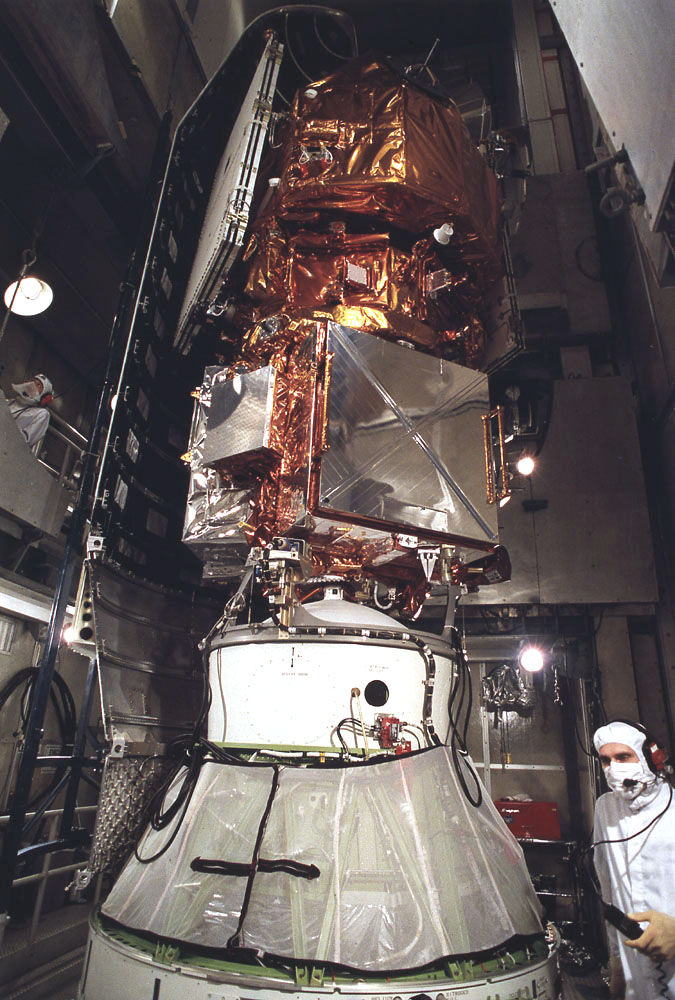
Extreme Ultraviolet Explorer (EUVE) bei den Startvorbereitungen

Der Extreme Ultraviolet Explorer (EUVE) (oder Explorer 67) war ein Weltraumteleskop für Ultraviolettastronomie. Mit Instrumenten für weiche Röntgenstrahlung bzw. extrem ultraviolette Strahlung (EUV) zwischen 7 und 76 nm Wellenlänge war EUVE die erste Satellitenmission speziell für den kurzwelligen Ultraviolettbereich.
EUVE ist eine Entwicklung des NASA und des Space Sciences Laboratory der University of California, Berkeley. EUVE wurde am 7. Juni 1992 mit einer Delta-II-Rakete von Cape Canaveral aus gestartet und vom Centre for EUV Astrophysics an der University of California betrieben.
EUVE hatte drei Experimente, die jeweils über ein oder mehrere kleine Wolter-Teleskope verfügten und Mikrokanalplatten als Detektoren benutzten:
- Ein Detektor mit 5° Gesichtsfeld mit zwei Filtern für 4,4–22 nm und 14–36 nm
- Ein Detektor mit 4° Gesichtsfeld mit zwei Filtern für 52–75 nm und 40–60 nm
- Das Deep Survey/Spectrometer Telescope, eine Kombination aus einer Kamera für den Wellenlängenbereich 7–18 nm (Halbwertsbreite 10–16,5 nm) und 3 Spektrometern für die Wellenlängenbereiche 7–19 nm (SW), 14–38 nm (MW) und 28–76 nm (LW)

Die Besonderheit des extremen Ultraviolettbereichs für astronomische Anwendungen ist, dass dieser Bereich der elektromagnetischen Strahlung schon durch geringe Mengen atomaren Wasserstoffs in der interstellaren Materie absorbiert wird. Durch die unregelmäßige Struktur der interstellaren Materie mit weiten ionisierten Bereichen können aber dennoch einige hauptsächlich nahe und heiße Sterne im EUV beobachtet werden. Auch einige aktive galaktische Kerne können untersucht werden.
Im ersten halben Jahr der Mission durchmusterte EUVE den gesamten Himmel nach Quellen kurzwelliger Ultraviolettstrahlung und erstellte dabei einen Katalog mit über 800 Objekten. Danach wurden die weiteren Missionsziele verfolgt:
- Beobachtung eines Streifens entlang der Ekliptik mit extrem hoher Empfindlichkeit
- Spektroskopische Beobachtung von hellen EUV-Punktquellen
- Studium von Sternentwicklungen und der lokalen Sternpopulation
- Untersuchung des Energietransports in Sternatmosphären
- Untersuchung der Ionisation und Opazität im interstellaren Medium
- Programme für Gastwissenschaftler zur Beobachtung einzelner Objekte

Die ursprünglich geplante Mission wurde zweimal verlängert, aber obwohl der Satellit noch funktionsfähig war, wurde im Jahr 2000 aus finanziellen und wissenschaftlichen Gründen entschieden, den Betrieb einzustellen. Die letzten Beobachtungen wurden am 26. Januar 2001 durchgeführt, eine Woche später wurde die Kommunikation abgeschaltet. Der Satellit trat am 31. Januar 2002 wieder in die Erdatmosphäre ein.